# 12. ceremonia wręczenia nagród Brytyjskiej Akademii Filmowej
12. ceremonia rozdania nagród Brytyjskiej Akademii Sztuk Filmowych i Telewizyjnych.
 Najwięcej statuetek otrzymał film Miejsce na górze (6).

## Laureaci
Laureaci oznaczeni są wytłuszczeniem

### Najlepszy film
- Miejsce na górze
- Aparajito
- Ice-Cold in Alex
- Niedyskrecja
- Lecą żurawie
- Ucieczka w kajdanach
- Kotka na gorącym blaszanym dachu
- Rozkaz: zabić
- Wszystko na kredyt
- Morze piachu
- Jeden przeciw wszystkim
- Tam, gdzie rosną poziomki
- Młode lwy
- Noce Cabirii

### Najlepszy aktor
- Sidney Poitier − Ucieczka w kajdanach
- Paul Newman − Kotka na gorącym blaszanym dachu
- Tony Curtis − Ucieczka w kajdanach
- Curd Jurgens − Podwodny wróg
- Curd Jurgens − Gospoda Szóstego Dobrodziejstwa
- Spencer Tracy − The Last Hurrah
- Glenn Ford − Jeden przeciw wszystkim
- Victor Sjostrom − Tam, gdzie rosną poziomki
- Charles Laughton − Świadek oskarżenia
- Marlon Brando − Młode lwy

### Najlepszy brytyjski aktor
- Trevor Howard − Klucz
- I.S. Johar − Harry Black
- Anthony Quayle − Ice-Cold in Alex
- Laurence Harvey − Miejsce na górze
- Donald Wolfit − Miejsce na górze
- Michael Craig − Morze piachu
- Terry-Thomas − Tomcio Paluch

### Najlepsza aktorka
- Simone Signoret − Miejsce na górze
- Karuna Bannerjee − Aparajito
- Elizabeth Taylor − Kotka na gorącym blaszanym dachu
- Ingrid Bergman − Gospoda Szóstego Dobrodziejstwa
- Tatjana Samojłowa − Lecą żurawie
- Joanne Woodward − Wszystko na kredyt
- Giulietta Masina − Noce Cabirii
- Anna Magnani − Dziki jest wiatr

### Najlepsza brytyjska aktorka
- Irene Worth − Rozkaz: zabić
- Virginia McKenna − Carve Her Name with Pride
- Hermione Baddeley − Miejsce na górze

### Najlepszy brytyjski film
- Miejsce na górze
- Niedyskrecja
- Zimne piwo w Aleksandrii
- Morze piachu
- Rozkaz: zabić

### Najlepszy brytyjski scenariusz
- Paul Dehn − Rozkaz: zabić